# Arboretum de Tervuren
Pour les articles homonymes, voir Tervuren (homonymie).
L’arboretum de Tervuren ou arboretum de Tervueren en Belgique (Brabant flamand) est un arboretum de type géographique et paysager qui s’étend sur une superficie d’une centaine d’hectares.
Localisé sur le territoire de la commune de Tervuren, aux portes de Bruxelles, il fait partie du bois des Capucins, extension nord-est de la forêt de Soignes.

## Historique
L’arboretum a été créé à partir de 1902 sous la direction du professeur Charles Bommer, conservateur du Jardin botanique de l'État à Bruxelles, sur un terrain appartenant au roi Léopold II, qui fera ensuite partie de la Donation royale.
À la différence des arboretums de type systématique, qui regroupent les différentes espèces par genres et familles botaniques, ou des arboretums de type forestier, qui présentent une seule espèce par parcelle, le principe est ici de reproduire en réduction les différents paysages des forêts des régions tempérées, principalement de l’hémisphère nord.
L’objectif principal est l’étude des caractéristiques des essences et des différents modèles forestiers, ainsi que de leur capacité d’acclimatation. Bien des espèces botaniques que l’on trouve en Asie et en Amérique du Nord correspondent ou sont très proches de celles disparues d’Europe au cours de glaciations. Certaines espèces aujourd’hui couramment plantées dans les parcs et jardins de Belgique ont été testées à Tervuren.
Au cours de plus d’un siècle d’existence, certaines variétés ont disparu faute de pouvoir s’acclimater, d’autres par contre ont prospéré et se reproduisent naturellement au détriment de la survie toujours précaire de certains groupes. Certains milieux forestiers sont plus représentés que d’autres.
Des rajeunissements des plantations ainsi que l’introduction de nouvelles espèces ont eu lieu, on évalue aujourd’hui leur nombre à 465, dont 155 gymnospermes (résineux) et 310 angiospermes (feuillus).

## Description
L’arboretum offre de nombreuses possibilités de promenades, que ce soit en empruntant les allées principales faciles d’accès, qui permettent d’apprécier les aspects paysagers changeant en fonction des régions représentées et des saisons, ou les nombreux sentiers qui permettent de pénétrer au cœur des parcelles et  donnent, avec un peu d’imagination, une impression de dépaysement.
Il est divisé en deux grandes zones, à l’est, le nouveau monde, composé essentiellement de plantations provenant des régions tempérées d’Amérique du Nord, à l’ouest, L'ancien monde dont les spécimens proviennent de celles d’Europe et d’Asie. Chacune de ces deux zones est divisée en une vingtaine de parcelles numérotées, elles-mêmes comprenant des sous-groupes (a, b, c, d). Ces numérotations correspondant à différents biotopes sont mentionnées sur de petits écriteaux. Les parcelles sont séparées par de vastes clairières engazonnées, des allées et des pièces d’eau.

### Le nouveau monde

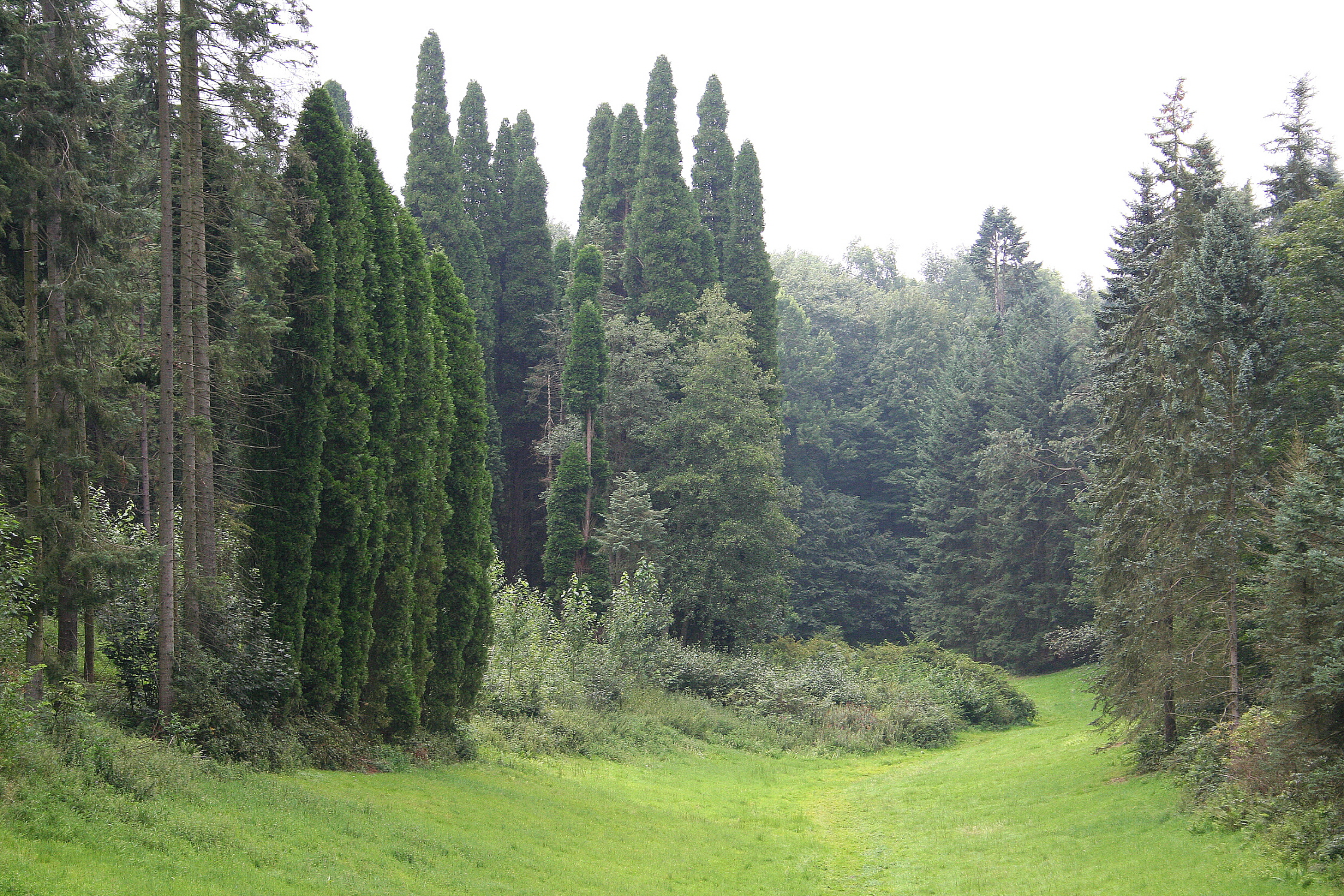
Parcelle des fameux cèdres à l'encens (Calocedrus decurrens).

- Les groupes 1 à 9 et leurs subdivisions, représentent des forêts de l’Ouest de l’Amérique du Nord, des régions côtières ou montagneuses de l’Alaska, la Colombie-Britannique, l’île de Vancouver, la chaîne des Cascades, l’État de Washington, l’Oregon, la Sierra Nevada et les montagnes Rocheuses du Montana et du Colorado. On y trouve une majorité de résineux, entre autres, plusieurs variétés de pins et d’épicéa, des Douglas, des cyprès de Lawson, des Séquoias géants, dont certains atteignent ici les 50 mètres et des Séquoias sempervirens qui supportent mal le gel. Les feuillus sont représentés par des variétés d’érables, de peupliers, et d’aulnes.
- Les groupes 11 à 20 et leurs subdivisions sont composés d’essences en provenance des forêts boréale et de la région des grands lacs du Canada, de la côte Est et des régions centrales des États-Unis. On y trouve plus de feuillus que dans l’Ouest (à l’exception des forêts boréales), les variétés de chênes, de bouleaux, de charmes, de châtaigniers et d’érables.
- le groupe 10 regroupe les seuls représentants d’Amérique du Sud, (Chili) on y rencontre des Araucaria et des Nothofagus antartica ou betuloides

### L'ancien monde
- Les groupes 21 à 29 concernent certaines forêts d’Europe, de Tchéquie, des Sudètes (mélèze des Sudètes), des Alpes, de Suède méridionale, d’Allemagne orientale, de Russie (pin sylvestre, bouleau, épicéa), de Croatie, de Grèce (différents chênes et pins), de Corse (pin noir et châtaignier) et d’Espagne (pin maritime).
- Le groupe 30, représente l’Algérie avec la  Kabylie (cèdre de l’Atlas et ifs)
- Le groupe 31, la Turquie (forêt d’altitude) (pins et abies cilicica), le groupe 32, le Caucase (pin, épicéa, rhododendron), le groupe 32, l’Iran dont peu d’arbres ont survécu, le groupe 34, le Népal occidental (pin, néflier, noisetier et bouleau), le groupe 35 l’Altaï et la Sibérie méridionale (épicéa, pin et sapin).
- Les groupes 36  40 l’Extrême-Orient, avec la Mandchourie et l'île de Sakhaline (sapins et noyers de Mandchourie), la Chine septentrionale (forêt de feuillus), la côte sud-est (acer capillipes, magnolia, métaséquoia) le Sichuan au sud-ouest de la Chine et le Japon, les pentes du mont Fuji, l’île d’Honshu et la forêt boréale de l’île d’Hokkaido, forêt de climat humide aux nombreuses espèces.

## Sources
- Arboretum de Tervuren, guide du promeneur - Les Éditions de L'Octogone 2004
- Site de l’arboretum de Tervuren